# هيذر ليفي
هيذر ليفي (بالإنجليزية: Heather Levi)‏ هي عالمة الإنسان أمريكية، ولدت في 1962.